# Вор'єма (мис)
69°47′22″ пн. ш. 30°49′40″ сх. д. / 69.78944° пн. ш. 30.82778° сх. д.
Вор'є́ма (рос. Ворьема) — мис на крайньому північному заході узбережжя Мурманської області в Росії, знаходиться в південній частині затоки Варангер-Фьорд Баренцевого моря.
Мис є крайньою західною точкою російського узбережжя Північного Льодовитого океану. Розташований зі сходу при вході до губи Вор'єма, західний мис якої знаходиться вже на території Норвегії.
Мис гористий, складений з граніту та гнейсу, береги стрімко обриваються до моря. Максимальна висота становить 48 м. На узбережжі мису поширений один з підвидів крабу камчатського (Paralithodes camtschaticus Tilesius).